# Иаков Персянин
Иа́ков Пе́рсянин (греч. Ιάκωβος ο Πέρσης, Иаков Рассеченный; † 421) — христианский святой, великомученик, память совершается в Православной церкви 27 ноября (10 декабря) шестеричным богослужением, в Католической церкви — 27 ноября.
Иаков был родом из Персии, происходил из христианской семьи. Согласно житию, занимал высокую должность при дворе персидского царя Йездегерда. Однажды под влиянием многочисленных царских милостей принёс вместе с царём жертву идолу. Узнавшие об этом жена и дети Иакова написали ему письмо с упрёками:

Несчастный, зачем ты из-за человеческой славы оставил Бога, Царя Небесного? Знай же, если ты не отвратишься от диавольской прелести, то не будешь иметь общения с нами, ибо мы не хотим и видеть тебя идолопоклонником.— Димитрий Ростовский. Жития святых (27 ноября)

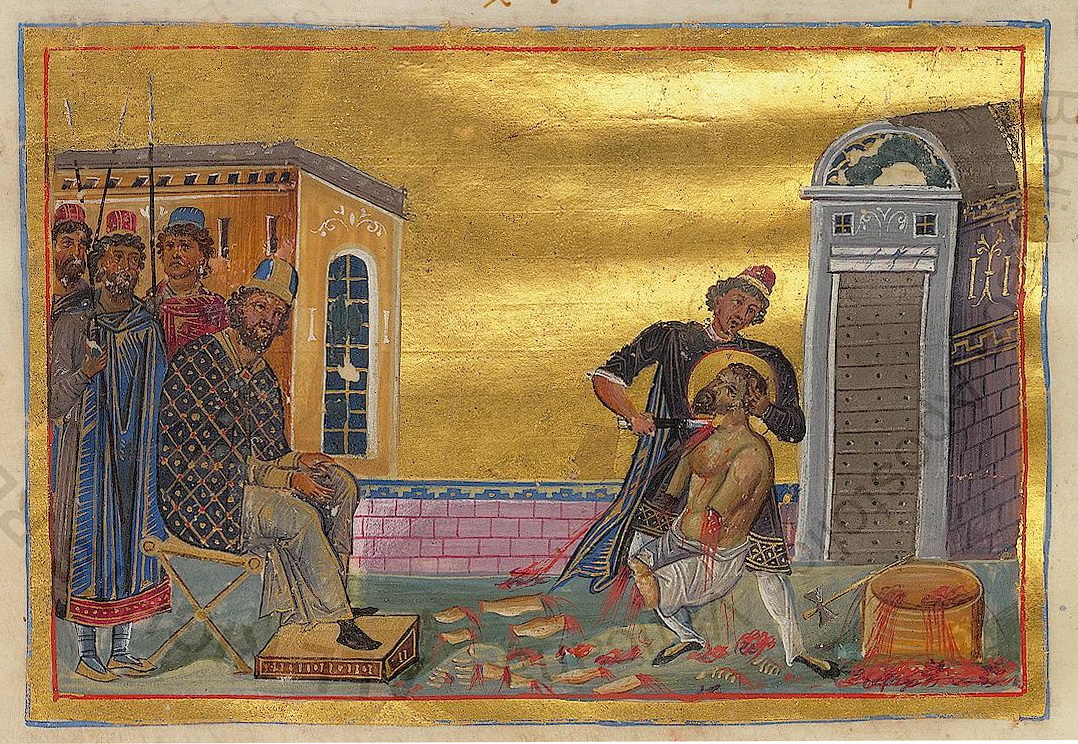
Мученичество Святого Иакова

Прочитав его, Иаков, раскаявшись, стал молиться Иисусу Христу, о чём язычники (то есть зороастрийцы) доложили царю. Иаков открыто исповедал себя христианином, за что был подвергнут жестоким пыткам. Житие сообщает, что Иакову отрезали по одному пальцы на руках и ногах, а он после отсечения каждого лишь только возносил молитвы. Видя упорство святого, ему отсекли голову.
Христиане отправили его мощи в Иерусалим, а затем в первой половине V века их перенесли в Табенну. Голова его при папе Евгении IV была помещена в Ватиканской базилике, в которой и находится до настоящего времени.